# Верхняя Гутара
Верхняя Гутара — село в Тофаларии, на территории Нижнеудинского района Иркутской области России, административный центр Верхне-Гутарского сельского поселения и единственный в его составе населённый пункт.
В 70 км к западу от села находится Тофаларский природный заказник федерального значения.

## География и климат
Расположено на левом берегу реки Гутары, между устьями Верхней Каменки и Мурхоя, примерно в 150 км к юго-западу от Нижнеудинска.
| Показатель                        | Янв.  | Фев.  | Март | Апр. | Май   | Июнь | Июль | Авг. | Сен.  | Окт.  | Нояб. | Дек.  |
| --------------------------------- | ----- | ----- | ---- | ---- | ----- | ---- | ---- | ---- | ----- | ----- | ----- | ----- |
| Абсолютный максимум, °C           | 7,0   | 11,4  | 18,3 | 24,0 | 29,8  | 34,1 | 35,7 | 33,6 | 30,1  | 22,7  | 13,4  | 8,8   |
| Средняя температура, °C           | −18,6 | −15,6 | −9,2 | −1,1 | 6,2   | 11,6 | 14,4 | 11,7 | 5,3   | −1,4  | −9,9  | −16,3 |
| Абсолютный минимум, °C            | −47,1 | −45,9 | −42  | −34  | −18,9 | −9   | −3,6 | −7,1 | −17,1 | −31,7 | −44,4 | −47,1 |
| Норма осадков, мм                 | 5     | 3     | 9    | 31   | 46    | 90   | 143  | 119  | 62    | 24    | 11    | 6     |
| Источник: Погода в Верхней Гутаре |       |       |      |      |       |      |      |      |       |       |       |       |

## Население
Бо́льшую часть населения составляют коренные жители — тофалары. В 1990-е годы их проживало около 400 человек. В селе есть магазин, почта, больница, школа, аэропорт, метеостанция. Добраться сюда можно только авиатранспортом.
| 2002 | 2010 | 2011 | 2012 | 2013 | 2014 | 2015 |
| ---- | ---- | ---- | ---- | ---- | ---- | ---- |
| 418  | ↘403 | ↘402 | ↗410 | ↘401 | ↗405 | ↗417 |
| 2016 | 2017 | 2018 | 2019 | 2020 | 2021 | 2024 |
| ↗418 | ↗420 | ↘414 | ↘410 | →410 | ↘329 | ↘314 |

## Улицы
- Беличья
- Береговая
- Верхняя Лесная
- Весёлая
- Весёлый переулок
- Горная
- Кедровая
- Колхозная
- Лесная
- Лесная Верхняя
- Лесная Нижняя
- Метеостановская
- Набережная
- Нагорная
- Тофаларская
- Федосеева
- Центральная[16]